# RBM6
RBM6‏ (RNA binding motif protein 6) هوَ بروتين يُشَفر بواسطة جين RBM6 في الإنسان.